# شبوطيات وأشباهها
شبوطيات وأشباهها (الاسم العلمي: Cyprinoidea) هي فوق فصيلة من الأسماك يتبع رتبة شبوطيات الشكل من طائفة شعاعيات الزعانف.

## التصنيف
- الشبوطيات
  - الدانيواوات
    - الدانيو
    - الراسبورة